# Tour de France 2025/19. Etappe
Die 19. Etappe der Tour de France 2025 fand am 25. Juli 2025 statt. Sie endete mit der letzten Bergankunft der 112. Austragung des französischen Etappenrennens. Diese wurde auf einer Höhe von 2052 Metern in La Plagne abgehalten. Zuvor führte die Strecke von Albertville über 93,1 Kilometer, wobei auch die Gebirgspässe Col du Pré und Cormet de Roselend absolviert werden mussten. 
Ursprünglich war eine Etappe von 129,9 Kilometern geplant, die auch über den Col des Saisies führen sollte. Am Vorabend der 19. Etappe gab die Organisation jedoch eine Änderung der Streckenführung bekannt. Grund dafür war die Feststellung der Lumpy-skin-Krankheit bei einer Rinderherde am Col des Saisies, was eine Notschlachtung erforderlich macht. Um einen reibungslosen Ablauf zu gewährleisten, wurde in Absprache mit den örtlichen Behörden die Etappenstrecke teilweise verlegt und um etwa 35 Kilometer verkürzt.
Nach der Zielankunft hatten die Fahrer insgesamt 2.985,5 Kilometer absolviert, was 90,52 % der Gesamtdistanz entsprach.

## Streckenführung
Der neutralisierte Start erfolgte in Albertville, ehe das Rennen auf der D925 in der Gemeinde Venthon freigegeben wurde.
Nach dem offiziellen Start führte die Strecke entlang des Arly und verlief weiter Richtung Osten nach Villard-sur-Doron, wo bei Kilometer 12,1 der Zwischensprint ausgefahren wurde. Kurz danach führte die Strecke nach Beaufort, von wo aus die Auffahrt auf den Col du Pré (1748 m) erfolgte. Dieser Pass der HC-Kategorie war 12,6 Kilometer lang und wies eine durchschnittliche Steigung von 7,7 % auf. Die Kuppe wurde nach 29,1 Kilometern knapp oberhalb des Lac de Roselend überquert, ehe es nach einer kurzen Abfahrt über die Barrage de Roselend ging. Nach einem kurzen Flachstück begann die Straße erneut anzusteigen und führte bei 6,3 % im Schnitt über 5,9 Kilometer auf den Cormet de Roselend (1968 m), wo eine weitere Bergwertung der 2. Kategorie abgenommen wurde. Die Passhöhe wurde dabei nach 41,6 Kilometern erreicht. Dann folgte eine lange Abfahrt nach Bourg-Saint-Maurice im Vallée de la Tarentaise. Der Isère stromabwärts führte die Strecke danach nach Aime, wo der Schlussanstieg begann.
Die Auffahrt nach La Plagne war  19,1 Kilometer lang und wies eine durchschnittliche Steigung von 7,2 % auf. Der Anstieg verlief dabei recht gleichmäßig und beinhaltet in der ersten Hälfte drei Kilometer mit Steigungsschnitten von über 9 %. Das Ziel befand sich in Plagne Villages auf einer Höhe von 2052 Metern.
Ursprünglich war der offizielle Start auf der D1212 in der Gemeinde Pallud vorgesehen, von wo aus die Strecke entlang des Flusses Arly nach Ugine führen sollte, wo ein Zwischensprint ausgetragen werden sollte. Anschließend sollte die Etappe auf der D109 zur Côte d’Héry-sur-Ugine führen (1004 m; Bergwertung der 2. Kategorie), gefolgt von einer kurzen Abfahrt. Die Fahrer sollten dann den Arly überqueren und auf die D71A fahren, die über Crest-Voland zum Col des Saisies (1650 m; Bergwertung der 1. Kategorie) führte. Danach war eine Abfahrt nach Beaufort geplant. Die weitere Streckenführung blieb unverändert.
|                            | Ort                | Kilometer | Länge (km) | Höhe (m) | Ø Steigung | max. Steigung |
| -------------------------- | ------------------ | --------- | ---------- | -------- | ---------- | ------------- |
| neutralisierter Start      | Albertville        |           |            |          |            |               |
| offizieller Start          | Venthon (D925)     | 0,00      |            |          |            |               |
| Zwischensprint             | Villard-sur-Doron  | 12,10     |            |          |            |               |
| Bergwertung (HC-Kategorie) | Col du Pré         | 29,10     | 12,6       | 1748     | 7,7 %      | unbekannt     |
| Bergwertung (2. Kategorie) | Cormet de Roselend | 41,60     | 5,9        | 1968     | 6,3 %      | unbekannt     |
| Bergwertung (HC-Kategorie) | La Plagne          | 93,10     | 19,1       | 2052     | 7,2 %      | unbekannt     |
| Ziel                       | La Plagne          | 93,10     |            |          |            |               |

## Ergebnis
| \| Etappenergebnis \| Etappenergebnis \| Etappenergebnis \| Etappenergebnis \| Etappenergebnis \| \| Fahrer \| Fahrer \| Land \| Team \| Zeit \| \| --------------- \| -------------------------- \| ---------------------- \| -------------------------- \| --------------- \| \| 1. \| Thymen Arensman \| Niederlande \| Ineos Grenadiers \| 2 h 46 min 06 s \| \| 2. \| Jonas Vingegaard \| Dänemark \| Team Visma \\| Lease a Bike \| + 2 s \| \| 3. \| Tadej Pogačar \| Slowenien \| UAE Team Emirates XRG \| + 2 s \| \| 4. \| Florian Lipowitz \| Deutschland \| Red Bull-Bora-Hansgrohe \| + 6 s \| \| 5. \| Oscar Onley \| Vereinigtes Königreich \| Team Picnic-PostNL \| + 47 s \| \| 6. \| Felix Gall \| Österreich \| Decathlon-AG2R La Mondiale \| + 1 min 34 s \| \| 7. \| Tobias Halland Johannessen \| Norwegen \| Uno-X Mobility \| + 1 min 41 s \| \| 8. \| Ben Healy \| Irland \| EF Education-EasyPost \| + 2 min 19 s \| \| 9. \| Valentin Paret-Peintre \| Frankreich \| Soudal Quick-Step \| + 2 min 19 s \| \| 10. \| Simon Yates \| Vereinigtes Königreich \| Team Visma \\| Lease a Bike \| + 2 min 19 s \| |                            |                        |                            |                 |
| |                            |                        |                            |                 |
| Quellen: ProCyclingStats Cycling Quotient |                            |                        |                            |                 |
| Etappenergebnis |                            |                        |                            |                 |
| Fahrer | Fahrer                     | Land                   | Team                       | Zeit            |
| 1. | Thymen Arensman            | Niederlande            | Ineos Grenadiers           | 2 h 46 min 06 s |
| 2. | Jonas Vingegaard           | Dänemark               | Team Visma \| Lease a Bike | + 2 s           |
| 3. | Tadej Pogačar              | Slowenien              | UAE Team Emirates XRG      | + 2 s           |
| 4. | Florian Lipowitz           | Deutschland            | Red Bull-Bora-Hansgrohe    | + 6 s           |
| 5. | Oscar Onley                | Vereinigtes Königreich | Team Picnic-PostNL         | + 47 s          |
| 6. | Felix Gall                 | Österreich             | Decathlon-AG2R La Mondiale | + 1 min 34 s    |
| 7. | Tobias Halland Johannessen | Norwegen               | Uno-X Mobility             | + 1 min 41 s    |
| 8. | Ben Healy                  | Irland                 | EF Education-EasyPost      | + 2 min 19 s    |
| 9. | Valentin Paret-Peintre     | Frankreich             | Soudal Quick-Step          | + 2 min 19 s    |
| 10. | Simon Yates                | Vereinigtes Königreich | Team Visma \| Lease a Bike | + 2 min 19 s    |

## Gesamtstände
| \| Gesamtwertung \| Gesamtwertung \| Gesamtwertung \| Gesamtwertung \| Gesamtwertung \| \| Fahrer \| Fahrer \| Land \| Team \| Zeit \| \| ------------- \| -------------------------- \| ---------------------- \| -------------------------- \| ---------------- \| \| 1. \| Tadej Pogačar \| Slowenien \| UAE Team Emirates XRG \| 69 h 41 min 46 s \| \| 2. \| Jonas Vingegaard \| Dänemark \| Team Visma \\| Lease a Bike \| + 4 min 24 s \| \| 3. \| Florian Lipowitz \| Deutschland \| Red Bull-Bora-Hansgrohe \| + 11 min 09 s \| \| 4. \| Oscar Onley \| Vereinigtes Königreich \| Team Picnic-PostNL \| + 12 min 12 s \| \| 5. \| Felix Gall \| Österreich \| Decathlon-AG2R La Mondiale \| + 17 min 19 s \| \| 6. \| Tobias Halland Johannessen \| Norwegen \| Uno-X Mobility \| + 20 min 14 s \| \| 7. \| Kévin Vauquelin \| Frankreich \| Arkéa-B&B Hotels \| + 22 min 35 s \| \| 8. \| Primož Roglič \| Slowenien \| Red Bull-Bora-Hansgrohe \| + 25 min 30 s \| \| 9. \| Ben Healy \| Irland \| EF Education-EasyPost \| + 28 min 02 s \| \| 10. \| Ben O’Connor \| Australien \| Team Jayco AlUla \| + 34 min 34 s \| |                            |                        |                            |                  |
| |                            |                        |                            |                  |
| Quellen: ProCyclingStats Cycling Quotient |                            |                        |                            |                  |
| Gesamtwertung |                            |                        |                            |                  |
| Fahrer | Fahrer                     | Land                   | Team                       | Zeit             |
| 1. | Tadej Pogačar              | Slowenien              | UAE Team Emirates XRG      | 69 h 41 min 46 s |
| 2. | Jonas Vingegaard           | Dänemark               | Team Visma \| Lease a Bike | + 4 min 24 s     |
| 3. | Florian Lipowitz           | Deutschland            | Red Bull-Bora-Hansgrohe    | + 11 min 09 s    |
| 4. | Oscar Onley                | Vereinigtes Königreich | Team Picnic-PostNL         | + 12 min 12 s    |
| 5. | Felix Gall                 | Österreich             | Decathlon-AG2R La Mondiale | + 17 min 19 s    |
| 6. | Tobias Halland Johannessen | Norwegen               | Uno-X Mobility             | + 20 min 14 s    |
| 7. | Kévin Vauquelin            | Frankreich             | Arkéa-B&B Hotels           | + 22 min 35 s    |
| 8. | Primož Roglič              | Slowenien              | Red Bull-Bora-Hansgrohe    | + 25 min 30 s    |
| 9. | Ben Healy                  | Irland                 | EF Education-EasyPost      | + 28 min 02 s    |
| 10. | Ben O’Connor               | Australien             | Team Jayco AlUla           | + 34 min 34 s    |

| Punktewertung | Punktewertung    | Punktewertung          | Punktewertung              | Punktewertung |
| Fahrer        | Fahrer           | Land                   | Team                       | Punkte        |
| ------------- | ---------------- | ---------------------- | -------------------------- | ------------- |
| 1.            | Jonathan Milan   | Italien                | Lidl-Trek                  | 352 P.        |
| 2.            | Tadej Pogačar    | Slowenien              | UAE Team Emirates XRG      | 272 P.        |
| 3.            | Biniam Girmay    | Eritrea                | Intermarché-Wanty          | 213 P.        |
| 4.            | Jonas Vingegaard | Dänemark               | Team Visma \| Lease a Bike | 182 P.        |
| 5.            | Anthony Turgis   | Frankreich             | Team TotalEnergies         | 169 P.        |
| 6.            | Tim Merlier      | Belgien                | Soudal Quick-Step          | 156 P.        |
| 7.            | Jonas Abrahamsen | Norwegen               | Uno-X Mobility             | 154 P.        |
| 8.            | Quinn Simmons    | Vereinigte Staaten     | Lidl-Trek                  | 123 P.        |
| 9.            | Oscar Onley      | Vereinigtes Königreich | Team Picnic-PostNL         | 115 P.        |
| 10.           | Arnaud De Lie    | Belgien                | Lotto                      | 110 P.        |

| Bergwertung | Bergwertung            | Bergwertung            | Bergwertung                | Bergwertung |
| Fahrer      | Fahrer                 | Land                   | Team                       | Punkte      |
| ----------- | ---------------------- | ---------------------- | -------------------------- | ----------- |
| 1.          | Tadej Pogačar          | Slowenien              | UAE Team Emirates XRG      | 117 P.      |
| 2.          | Jonas Vingegaard       | Dänemark               | Team Visma \| Lease a Bike | 104 P.      |
| 3.          | Lenny Martinez         | Frankreich             | Bahrain Victorious         | 97 P.       |
| 4.          | Thymen Arensman        | Niederlande            | Ineos Grenadiers           | 85 P.       |
| 5.          | Valentin Paret-Peintre | Frankreich             | Soudal Quick-Step          | 51 P.       |
| 6.          | Ben O’Connor           | Australien             | Team Jayco AlUla           | 51 P.       |
| 7.          | Felix Gall             | Österreich             | Decathlon-AG2R La Mondiale | 46 P.       |
| 8.          | Primož Roglič          | Slowenien              | Red Bull-Bora-Hansgrohe    | 43 P.       |
| 9.          | Oscar Onley            | Vereinigtes Königreich | Team Picnic-PostNL         | 42 P.       |
| 10.         | Michael Woods          | Kanada                 | Israel-Premier Tech        | 38 P.       |

| Nachwuchswertung | Nachwuchswertung       | Nachwuchswertung       | Nachwuchswertung        | Nachwuchswertung  |
| Fahrer           | Fahrer                 | Land                   | Team                    | Zeit              |
| ---------------- | ---------------------- | ---------------------- | ----------------------- | ----------------- |
| 1.               | Florian Lipowitz       | Deutschland            | Red Bull-Bora-Hansgrohe | 69 h 52 min 55 s  |
| 2.               | Oscar Onley            | Vereinigtes Königreich | Team Picnic-PostNL      | + 1 min 03 s      |
| 3.               | Kévin Vauquelin        | Frankreich             | Arkéa-B&B Hotels        | + 11 min 26 s     |
| 4.               | Ben Healy              | Irland                 | EF Education-EasyPost   | + 16 min 53 s     |
| 5.               | Raúl García Pierna     | Spanien                | Arkéa-B&B Hotels        | + 2 h 04 min 49 s |
| 6.               | Ilan Van Wilder        | Belgien                | Soudal Quick-Step       | + 2 h 12 min 05 s |
| 7.               | Romain Grégoire        | Frankreich             | Groupama-FDJ            | + 2 h 20 min 49 s |
| 8.               | Valentin Paret-Peintre | Frankreich             | Soudal Quick-Step       | + 2 h 35 min 56 s |
| 9.               | Alex Baudin            | Frankreich             | EF Education-EasyPost   | + 2 h 38 min 53 s |
| 10.              | Frank van den Broek    | Niederlande            | Team Picnic-PostNL      | + 2 h 40 min 51 s |

| Mannschaftswertung | Mannschaftswertung              | Mannschaftswertung           | Mannschaftswertung |
| Team               | Team                            | Land                         | Zeit               |
| ------------------ | ------------------------------- | ---------------------------- | ------------------ |
| 1.                 | Team Visma \| Lease a Bike      | Niederlande                  | 210 h 05 min 23 s  |
| 2.                 | UAE Team Emirates XRG           | Vereinigte Arabische Emirate | + 24 min 26 s      |
| 3.                 | Red Bull-BORA-hansgrohe         | Deutschland                  | + 1 h 18 min 56 s  |
| 4.                 | Arkéa-B&B Hotels                | Frankreich                   | + 2 h 08 min 11 s  |
| 5.                 | Decathlon AG2R La Mondiale Team | Frankreich                   | + 2 h 08 min 15 s  |
| 6.                 | Movistar Team                   | Spanien                      | + 3 h 02 min 12 s  |
| 7.                 | Ineos Grenadiers                | Vereinigtes Königreich       | + 3 h 16 min 52 s  |
| 8.                 | XDS Astana Team                 | Kasachstan                   | + 3 h 23 min 59 s  |
| 9.                 | Team Picnic-PostNL              | Niederlande                  | + 3 h 26 min 16 s  |
| 10.                | EF Education-EasyPost           | Vereinigte Staaten           | + 3 h 43 min 35 s  |